# ترسکااویتسا
ترسکااویتسا (به لاتین: Treskavica) یک رشته‌کوه در بوسنی و هرزگوین است که در کونییتس واقع شده‌است. ترسکااویتسا ۲٬۰۸۸ متر بالاتر از سطح دریا واقع شده‌است.